# Jean VIII Xiphilin
Pour l'historien byzantin, voir Jean Xiphilin.
Jean VIII Xiphilin (en grec : Ιωάννης Η΄ Ξιφιλίνος) est patriarche de Constantinople du 1er janvier 1064 au 2 août 1075.

## Biographie
Jean Xiphilin naquit à Trébizonde vers 1010, et vint à Constantinople pour ses études vers 1030 ; il s'y lia avec Michel Psellos, de quelques années plus jeune que lui. Tous deux font partie des lettrés qui accèdent au pouvoir sous le règne de Constantin IX (1042). Déjà juge au tribunal dit « de l'hippodrome », et « exaktor » (sorte de juge des tutelles), Jean Xiphilin reçoit la charge nouvelle de « nomophylax » qui fait de lui le chef de la faculté de droit (université de Constantinople) constituée en 1045 et destinée à fournir des magistrats à l'empire ; à ce titre, il devient membre du sénat impérial. Disgracié en 1054 en même temps que Psellos, il se retire avec celui-ci comme moine dans un monastère du mont Olympe de Bithynie et il y demeure neuf années. En 1064, il est arraché à sa retraite et nommé patriarche comme successeur de Constantin III Lichoudès.
Après la mort de Constantin X, il est berné par l'impératrice Eudocie Makrembolitissa qui lui laisse entendre qu'elle va épouser son frère afin d'être déliée de son serment de ne pas se remarier et qui ensuite choisit comme époux un jeune noble, Romain Diogène, qu'elle fait couronner empereur le 1er janvier 1068.
Il était l'auteur de traités philosophiques où il critiquait le néo-platonisme de son ami Psellos, mais ils sont perdus. On a conservé de lui quelques décisions juridiques, notamment dans le domaine du droit matrimonial (imprimées dans le Jus Græco-Romanum de Leunclavius), sans doute aussi quelques scholies aux Basiliques, et dans le genre de l'hagiographie une Vie du saint martyr Eugène de Trébizonde (en).
Il est l'oncle de l'historien Jean Xiphilin.